# Kosovo aux Jeux olympiques d'hiver de 2018
La participation du Kosovo est attendue aux Jeux olympiques d'hiver de 2018 à Pyeongchang en Corée du Sud. Il s'agit de la première participation de ce pays aux Jeux olympiques d'hiver.

## Qualification
Ayant déclaré son indépendance vis-à-vis de la Serbie en 2008, le Kosovo est membre du Comité international olympique depuis 2014. Le pays envoie ainsi sa première délégation aux Jeux olympiques pour les Jeux d'été de 2016, à Rio de Janeiro : huit athlètes dans cinq disciplines sportives, dont la judoka Majlinda Kelmendi, médaillée d'or.
Albin Tahiri, né en 1989, se qualifie pour toutes les épreuves de ski alpin (descente, slalom, slalom géant, super-G et combiné) aux Jeux olympiques d'hiver de 2018.

## Athlètes et résultats

### Ski alpin
Albin Tahiri est qualifié pour toutes les épreuves de ski alpin.